# Mohammed Abdulla Hassan Mohamed
Mohammed Abdulla Hassan Mohamed (Dubai, Emirats Àrabs, 2 de desembre de 1978) és un àrbitre de futbol. És àrbitre internacional de la FIFA des del 2010.

## Trajectòria[1]
És àrbitre de la lliga dels Emirats Àrabs Units. Internacional amb l'AFC i la FIFA des del 2010, ha arbitrat partits de la Lliga de Campions de l'AFC, de la Copa d'Àsia 2015 i de la Copa del Món 2018.